# Pelagio I
Pelagio I (Roma, c. 500-4 de marzo de 561) fue el papa 60.º de la Iglesia católica de 556 a 561.
Miembro de una noble familia romana, su padre, Giovanni, parece haber sido vicario de una de las dos diócesis civiles o distritos en los que estaba dividida Italia.
En 536 acompañó al papa Agapito I a Constantinopla donde permanecería en calidad de nuncio papal.
Tras su regreso a Roma, y ya durante el pontificado del papa Vigilio, quedó como representante papal en la ciudad cuando el emperador bizantino Justiniano I reclamó, en 545, la presencia papal en Constantinopla para obligarlo a aceptar la condena al nestorianismo que se hacía en el edicto conocido como "Los Tres Capítulos" en contra de lo que había decretado el Concilio de Calcedonia celebrado en 451.
En esta etapa como legado papal en Roma, tuvo que hacer frente al asedio del caudillo y rey godo Totila, viéndose obligado a entregar la ciudad en diciembre de 546.
Pelagio fue enviado a Constantinopla por el rey Totila con la misión de concertar una paz con el emperador bizantino que Justiniano rechazó al comunicar al godo que no lo reconocía como interlocutor al estar su general Belisario al frente de Italia.
En 553 Pelagio encabezó un cisma al oponerse las Iglesias occidentales a la cesión que el papa Vigilio hizo en el Segundo Concilio de Constantinopla que se había convocado para acabar con las discusiones entre monofisitas y nestorianos y que el edicto de "Los Tres Capítulos" había reavivado. El papa al plegarse a los deseos del emperador Justiniano provocó el rechazo en Occidente y provocó que diócesis como las de Milán y Rávena se separasen de la Iglesia Romana.
Pelagio llegó a una reconciliación con Justiniano quien lo designó como sucesor de Vigilio cuando este falleciera. En efecto, a la muerte de Vigilio, fue elegido papa, pero el apoyo prestado en la elección por Justiniano hizo que en su consagración no contara con la participación de la mayoría de los obispos occidentales: de toda Italia, sólo dos obispos y un presbítero asistieron a su consagración. Aunque Pelagio no ratificó la condena de "Los Tres Capítulos" como su antecesor, mantendrían el cisma iniciado en 553 hasta el año 610.
Pelagio falleció el 4 de marzo de 561.